# Medal Wojskowy (Luksemburg)
Medal Wojskowy (fr. Médaille militaire) - najwyższe odznaczenie wojskowe Wielkiego Księstwa Luksemburga. Ustanowiony 30 października 1945 przez wielką księżnę Szarlottę. Ustanowienie odznaczenia zaproponował jej syn, książę Jan. Odznaczenie posiada tylko jeden stopień i jest nadawane za najwybitniejsze zasługi wojenne i wojskowe.

## Nadania
Do chwili obecnej (styczeń 2015) odznaczenie zostało nadane zaledwie ośmiokrotnie (w tym jedno nadanie zbiorowe). Odznaczeni zostali:
- gen. Dwight Eisenhower (3 sierpnia 1945)
- książę-regent Karol (1 grudnia 1945)
- Winston Churchill (14 lipca 1946)
- marsz. Bernard Law Montgomery (17 listopada 1948)
- gen. Charles de Gaulle (1 października 1963)
- gen. Patrick Cassidy (8 lipca 1967)
- Grób Nieznanego Żołnierza w Arlington, USA (22 października 1984)
- wielki książę Jan (17 grudnia 2002)

## Insygnia
Oznakę stanowi wykonany z brązu okrągły medal. Na awersie znajduje się wizerunek głowy wielkiej księżnej Szarlotty, otoczony napisem: CHARLOTTE GRANDE-DUCHESSE DE LUXEMBOURG i trzy pięcioramienne gwiazdki u dołu; na rewersie widnieje rok 19 : 40 (rok ataku Niemiec na Luksemburg), rozdzielony godłem Luksemburga. Wstążka jest ciemnobłękitna (bleu royal) ze złotym paskiem pośrodku i złotymi brzegami.